# Priors Marston
Priors Marston – wieś w Anglii, w hrabstwie Warwickshire. Leży 23 km na południowy wschód od miasta Warwick i 111 km na północny zachód od Londynu.